# الولايات المتحدة في الألعاب الأولمبية
الولايات المتحدة في الألعاب الأولمبية تعتبر الولايات المتحدة من أفضل الدول التي تشارك في الألعاب الأولمبية، حيث أنها عادةً ما تحتل المراكز الثلاثة الأولى، كما أن الولايات المتحدة تحتل الصدارة ضمن أعلى الدول الحاصلة على ميداليات أولمبية في جدول للميداليات على الإطلاق، وتكون أغلب ميدالياتها في ألعاب قوى والسباحة، شاركت الولايات المتحدة في جميع الدورات منذ انطلاقها في سنة 1896 في أثينا في اليونان ما عدا دورة 1980 في موسكو عاصمة الإتحاد السوفييتي احتجاجا على قيام الإتحاد السوفيتي بغزو أفغانستان، وفي الألعاب الأولمبية الشتوية شاركت الولايات المتحدة في كل الدورات منذ انطلاقها في سنة 1924 في شاموني في فرنسا ولم تتخلف عن أي دورة وكانت الولايات المتحدة ضمن العشرة الأوائل في كل الدورات في ترتيب الميداليات. أبرز الرياضيين الذي مثلوا الولايات المتحدة في الألعاب الأولمبية هم السباح مايكل فيلبس والعداء كارل لويس والعداءة ماريون جونز.